# 바셀 카르타빌
바셀 카르타빌(아랍어: باسل خرطبيل)은 바셀 사파디(باسل صفدي)라고도 알려진 팔레스타인계 시리아인 오픈소스 소프트웨어 개발자이다. 시리아 내전 발발 1년 후인 2012년 3월 15일, 시리아 정부에 의해 다마스쿠스의 아드라 교도소에 구금되었다. 2015년 10월 3일 기준으로, 알려지지 않은 장소로 옮겨졌다. 2015년 10월 7일, 휴먼 라이츠 워치 및 다른 30개 인권 단체는 바샐의 생방을 공개하라는 요구하는 편지를 보냈다. 2015년 비공개 처형되었다.
카르타빌은 1981년 시리아 다마스쿠스에서 태어났다. 협업 연구 기업인 아이키랩(Aiki Lab)의 공동 설립자로 CTO를 맡았으며, 시라아의 고고학과 예술 관련 출판, 연구 기관인 Al-Aous의 CTO를 맡기도 했다. 크리에이티브 커먼즈 시리아의 프로젝트 리더를 맡아 활동했으며, 모질라 파이어폭스, 위키백과, 오픈클립아트 등에도 기여했다.